# Complot de noviembre de 1936

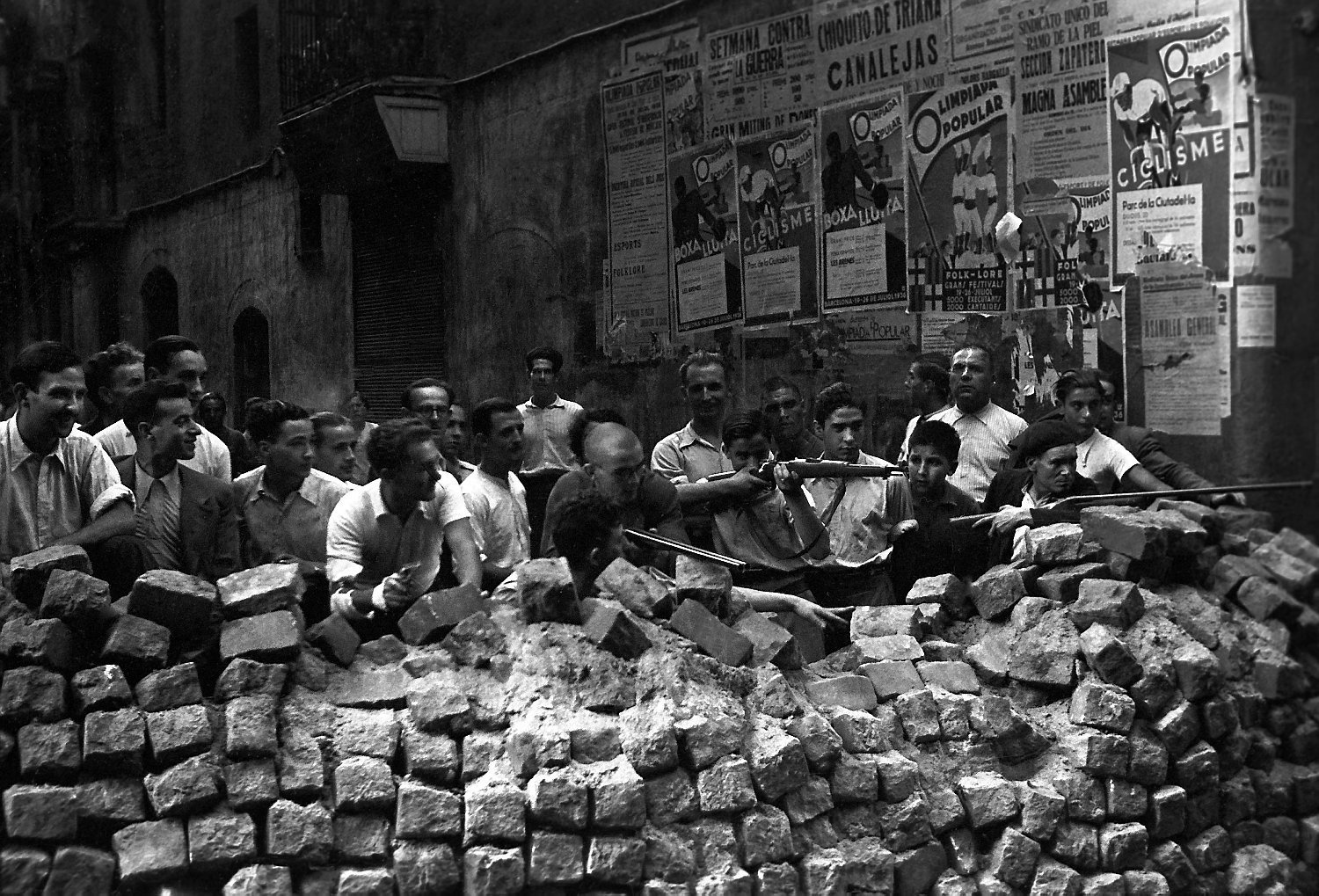
Barcelona 19 de julio de 1936. Barricada tras el levantamiento nacionalista en España.

El complot de noviembre de 1936, también conocido como complot de Estat Català contra Companys, fue una trama desarrollada a inicios de la guerra civil española para supuestamente proclamar la independencia de Cataluña tras apartar de su cargo o terminar con la vida del presidente de la Generalidad de Cataluña Lluís Companys. El intento de golpe se enmarcaba en un momento en que la hegemonía de la CNT-FAI sobre el orden público, a pesar de la disolución del Comité Central de Milicias Antifascistas de Cataluña, era absoluta.

## Desarrollo
Según la información que circuló de manera contemporánea, la operación se planeó en el seno del partido Estat Català, y sus inspiradores fueron, entre otros, Joan Casanovas, Josep Maria Xammar i Sala y el secretario general de Estat Català, Joan Torres Picart, quienes contarían con la complicidad del Comisario General de Orden Público, Andreu Revertés y de las fuerzas a sus órdenes. El objetivo sería detener a los líderes más significativos de la CNT-FAI, detener y enviar al exilio al Presidente Companys y poner en su lugar al presidente del Parlamento catalán, Joan Casanovas, como paso previo a la proclamación de la independencia de Cataluña, esperando obtener el apoyo del gobierno francés, con el cual Joan Casanovas estaba intentando establecer contactos. El partido Estat Català habría destinado cerca de doscientos de sus militantes armados –los llamados Escamots– para llevar a término la operación.
El 24 de noviembre el complot fue descubierto a través de una filtración protagonizada por un trabajador de Revertés, llamado Duran, quien habría dado parte al jefe de Servicios de la Comisaría general de Orden Público y dirigente anarquista Dionisio Eroles. El mismo día 24 de noviembre fue detenido Andreu Revertés.
Joan Torres Picart fue suspendido y expulsado del cargo de secretario general de Estat Català y se exilió, al igual que Joan Casanovas.
Revertés, salió de prisión gracias a la ayuda de Josep Grau i Janssans, Solé Arumí y el citado Duran, miembros de ERC, con el objetivo de ser trasladado a Andorra, pero fue asesinado por milicianos no identificados en la carretera de Calaf, cerca de Manresa, el día 30 de noviembre.